# Ilona Boraud
Ilona Boraud ist eine deutsche Songtexterin.

## Musikalisches Schaffen
Seit 2013 schreibt Ilona Boraud Liedtexte für verschiedene musikalische Genres.
Sie veröffentlichte unter anderem mit folgenden Interpreten im Bereich des deutschen Schlagers:
Carmen Lehmann, Fernando Express, Gina Brese, Herzgold, Marcella Carin, Maria Linda, Marie Winter, Melanie Payer, Natalie Holzner, Reiner Kavalier, Sven Polenz, Tamara Kapeller, Tim Fabian, Vanessa Dollinger, Vanessa Neigert.
Außerdem schrieb sie zahlreiche Kinderlieder, zum Beispiel mit den Komponisten Peter Schindler („Kinderhits mit Witz 22 / Drôle de tubes“) und Stefano Maggio (Caramellino: „Nudeltag“, „Mit dem Rad“) sowie einige Lieder in anderen Genres (Musikkabarett, Pop, Chanson, Country).
Sie arbeitet mit verschiedenen Komponisten zusammen, u. a. Marvin Trecha, Michael Zai, Peter Schindler, Rasmus Hedeboe, Stefano Maggio, Thomas Bierling (v. a. Lieder für die Sopranistin Gabrielle Heidelberger), Uwe Haselsteiner und Willy Klüter.
Zudem ist sie als Songtext-Dozentin und -Coach tätig.

## Stipendien, Nominierungen, Preise
- 2015 Stipendium für die Celler Schule[4].
- 2017 Erster Preis beim Trauliedwettbewerb der Evangelischen Kirche von Kurhessen-Waldeck für „Eure Liebe“
- 2019 Finale des internationalen Schlagerwettbewerbs Stauferkrone mit „Sag was“[5]
- 2019 Schlagerstern in Gold für „Tango unter Palmen[6]
- 2022 Zweiter Platz beim internationalen Schlagerwettbewerb Stauferkrone mit „Verliebte schlafen nicht“[7]
- 2022 Nominierung bei den German Songwriting Awards für „Hashtag In Love“[8]